# Giuseppe Sciacca

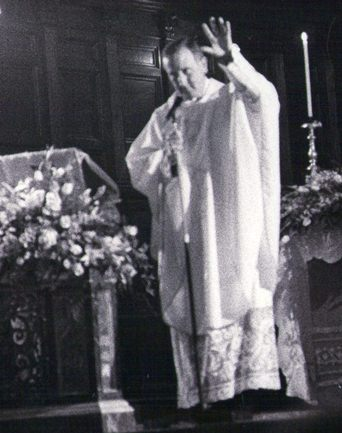
Giuseppe Sciacca

Bischofswappen von Giuseppe Sciacca

Giuseppe Sciacca (* 23. Februar 1955 in Catania, Italien) ist ein Kurienbischof der römisch-katholischen Kirche.

## Leben
Giuseppe Sciacca empfing am 7. Oktober 1978 in Aci Catena die Priesterweihe. Er studierte Katholische Theologie in Catania und der Päpstlichen Lateranuniversität. Am Angelicum absolvierte er ein Doktoratsstudium des Kanonischen Rechts. Sciacca wurde an der Universität Catania zum Doktor der Philosophie promoviert. Er war Professor für Philosophie und Geschichte an der Staatlichen Hochschule in Acireale und Kirchenrecht an der Theologischen Hochschule in Acireale. Er war Richter an diözesanen und regionalen Gerichten in Sizilien. Sciacca wurde am 25. März 1999 durch Papst Johannes Paul II. als Richter an das  Kirchengericht der Römischen Rota berufen.
Papst Benedikt XVI. ernannte ihn am 3. September 2011 zum Titularbischof von Victoriana und zum Generalsekretär des Governatorats der Vatikanstadt und  somit zum stellvertretenden Regierungschef des Vatikanstaates. Die Bischofsweihe spendete ihm Kardinalstaatssekretär Tarcisio Bertone SDB, am 8. Oktober desselben Jahres; Mitkonsekratoren waren Kurienkardinal Gianfranco Ravasi und Kurienerzbischof Giuseppe Bertello. Am 10. November 2012 erfolgte seine Ernennung zum Titularbischof von Fundi.
Am 13. Februar 2013 wurde er während der sogenannten Sedisvakanz zudem zum Generalauditor der Apostolischen Kammer ernannt.
Papst Franziskus ernannte ihn am 24. August 2013 zum Beigeordneten Sekretär des obersten Gerichtshofs der katholischen Kirche, der Apostolischen Signatur. Am 21. September 2013 wurde er von Papst Franziskus zum Berater der Kongregation für die Glaubenslehre ernannt.
Am 16. Juli 2016 ernannte ihn Papst Franziskus in Nachfolge Frans Daneels’ mit Wirkung zum 1. September desselben Jahres zum Sekretär der Apostolischen Signatur.
Am 26. Januar 2022 erfolgte die Ernennung zum Präsidenten des Arbeitsamtes des Apostolischen Stuhls, das für alle Arten von Rechtsstreitigkeiten im Zusammenhang mit den Arbeitsbeziehungen im Vatikan zuständig ist.